# Langley (Hertfordshire)
Pour les articles homonymes, voir Langley.
Langley est une paroisse civile et un village du Hertfordshire, en Angleterre.